# Caudebec-en-Caux
Caudebec-en-Caux är en kommun i departementet Seine-Maritime i regionen Normandie i norra Frankrike. Kommunen ligger i kantonen Caudebec-en-Caux som tillhör arrondissementet Rouen. År 2018 hade Caudebec-en-Caux 2 302 invånare.

## Befolkningsutveckling
Antalet invånare i kommunen Caudebec-en-Caux
| Referens: INSEE |